# The Lord bless you and keep you (John Rutter)
The Lord bless you and keep you is een Engelstalige hymne van John Rutter uit 1981.

## Tekst en muziek
De tekst komt uit de Priesterzegen uit Numeri, 6: 24,25,26. De tekst werd geschreven in Ges-majeur voor vierstemmig koor (SATB) en orgel. Naast deze versie schreef Rutter nog een aantal varianten waaronder een voor piano solo en meerdere voor verschillende settings van stemmen. De hymne werd ook vertaald in het Duits onder Gott segne und behüt dich door Alex Grendelmeier.
De hymne werd geschreven voor de uitvaartplechtigheden van Edward T. Chapman, de muziekdirecteur van Highgate School waar hij zelf op school had gezeten. Het werd in 1981 gepubliceerd door Oxford University Press in de Oxford Easy Anthems.

## Uitvoeringen
In 2000 werd het uitgevoerd voor de 100e verjaardag van Elizabeth Bowes-Lyon. In 2018 werd het uitgevoerd op het Huwelijk van prins Harry en Meghan Markle door het Choir of St George's Chapel at Windsor Castle.

## Opnames
De hymne werd meermaals opgenomen; ondermeer door de The Cambridge Singers op Gloria: The Sacred Music Of John Rutter, The John Rutter Collection, The Very Best Of John Rutter, Distant Land - The Orchestral Collection, Be Thou My Vision - Sacred Music By John Rutter, Blessing, Requiem, The Choral Collection en What Sweeter Music: Choral Favourites By John Rutter. Andere die het opnamen waren Bryn Jones en The Choirboys.